# Caloris Planitia
Caloris Planitia /kəˈlɔːrɪs pləˈnɪʃ(i)ə/ es una llanura dentro de una gran cuenca de impacto en Mercurio, informalmente llamada Caloris, de unos 1.550 km (960 mi) de diámetro. Es una de las mayores cuencas de impacto del Sistema Solar. «Caloris» significa “calor” en latín, y la cuenca se llama así porque el Sol está casi directamente encima cada segundo que Mercurio pasa por el perihelio. El cráter, descubierto en 1974, está rodeado por los Montes Caloris, un anillo de montañas de unos 2 km de altura.

## Apariencia
Caloris fue descubierto en las imágenes tomadas por la sonda Mariner 10 en 1974. Su nombre fue sugerido por Brian O'Leary, astronauta y miembro del equipo de imágenes de la Mariner 10. Estaba situado en el terminador -la línea que divide los hemisferios diurno y nocturno- en el momento del paso de la sonda, por lo que no se pudo obtener imagen de la mitad del cráter. Más tarde, el 15 de enero de 2008, una de las primeras fotos del planeta tomadas por la sonda MESSENGER reveló el cráter en su totalidad.
Inicialmente se estimó que la cuenca tenía unos 1.300 km de diámetro, aunque se aumentó a 1.540 km a partir de las imágenes tomadas posteriormente por MESSENGER. Está rodeada de montañas de hasta 2 km de altura. Dentro de las paredes del cráter, el suelo del cráter está lleno de llanuras de lava, similares a las marías de la Luna. Fuera de las paredes, el material expulsado en el impacto que creó la cuenca se extiende a lo largo de 1.000 km, y anillos concéntricos rodean el cráter.

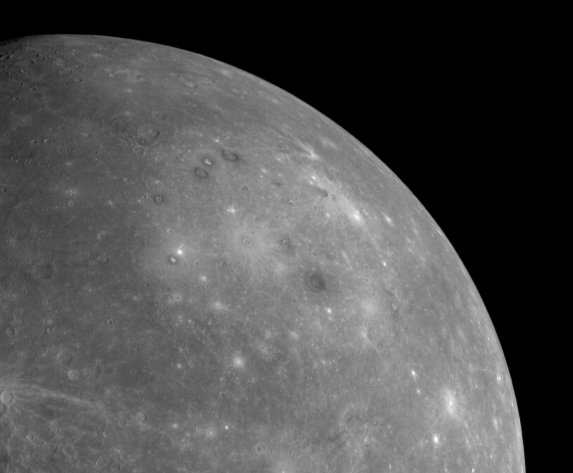
Primera imagen de MESSENGER de la cara oculta de Mercurio desde una distancia de unos 27.000 kilómetros, recortada para resaltar Caloris. El borde es difícil de distinguir, ya que el Sol está directamente encima, impidiendo las sombras.

En el centro de la cuenca hay una región que contiene numerosas depresiones radiales que parecen ser fallas extensionales, con un cráter no relacionado de 40 km (25 mi), Apollodorus, situado cerca del centro del patrón. En la actualidad se desconoce la causa exacta de este patrón de depresiones, que recibe el nombre de Pantheon Fossae.

## Formación
Se estima que el cuerpo que impactó tenía al menos 100 km de diámetro.

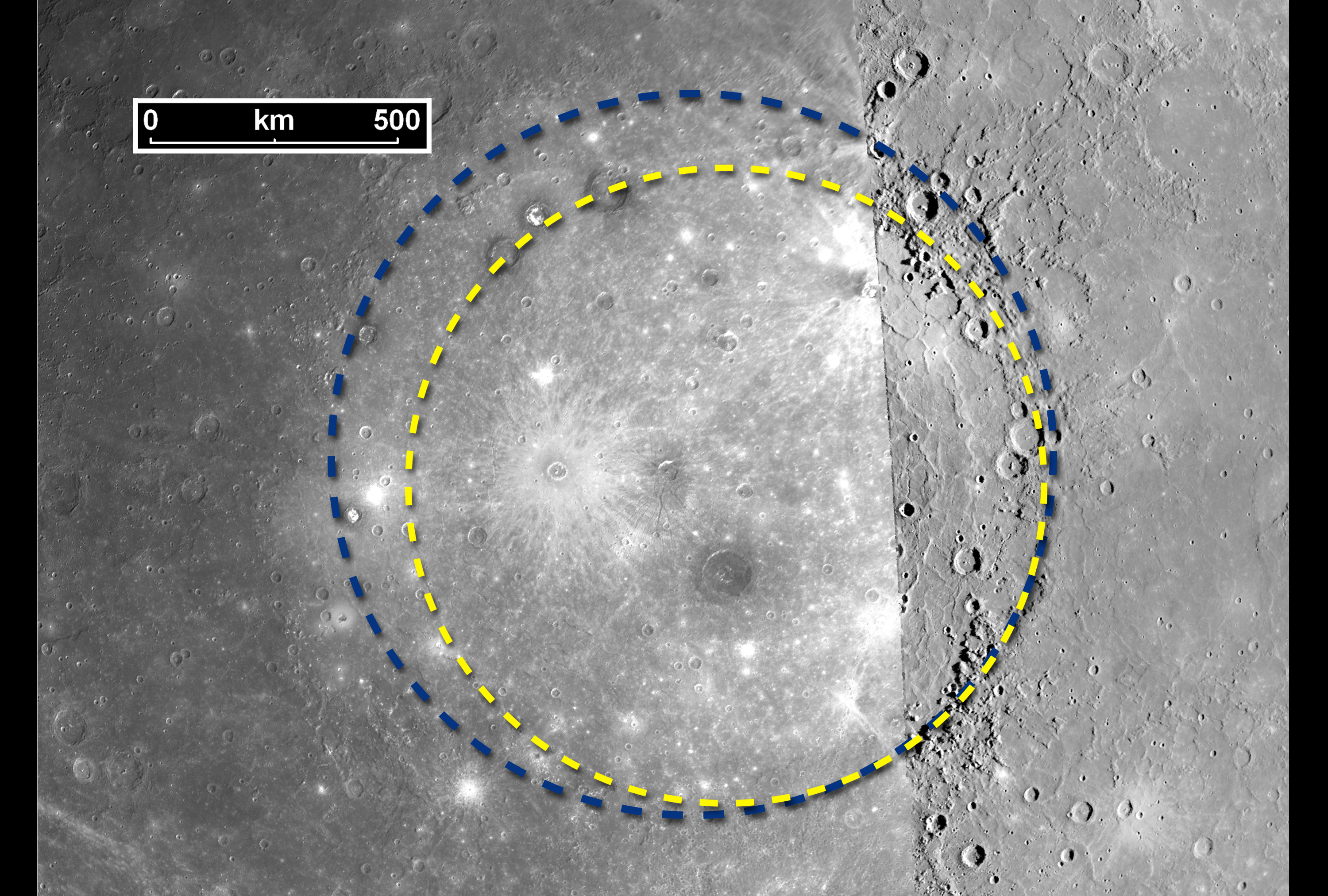
Comparación del tamaño original estimado de la cuenca de Caloris (amarillo) con el basado en imágenes de la sonda MESSENGER (azul).

Los cuerpos del Sistema Solar interior sufrieron un intenso bombardeo de grandes cuerpos rocosos durante los primeros mil millones de años del Sistema Solar. El impacto que originó Caloris debió de producirse una vez finalizado la mayor parte del intenso bombardeo, ya que en su suelo se observan menos cráteres de impacto que en las regiones de tamaño comparable situadas fuera del cráter. Se cree que cuencas de impacto similares en la Luna, como el Mare Imbrium y el Mare Orientale, se formaron más o menos al mismo tiempo, lo que posiblemente indica que hubo un «pico» de grandes impactos hacia el final de la fase de bombardeo pesado de los inicios del Sistema Solar. Basándose en las fotografías de MESSENGER, se ha determinado que la edad de Caloris se sitúa entre 3.800 y 3.900 millones de años.
Un alto gravitatorio, también conocido como mascón, se centra en Caloris Planitia. La mayoría de las grandes cuencas de impacto de la Luna, como el Mare Imbrium y el Mare Crisium, son también lugares de mascones.

## Terreno caótico antipodal y efectos globales

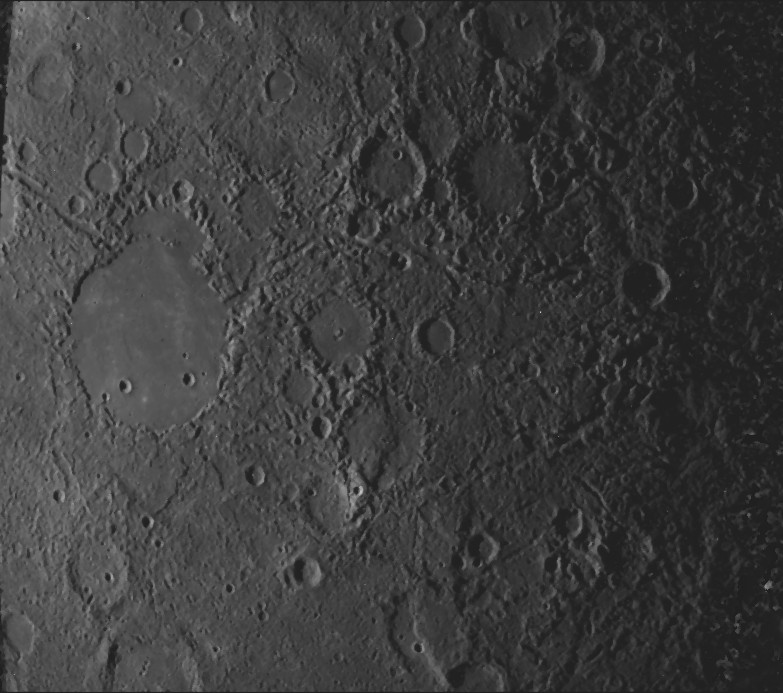
Terreno accidentado y lineal en las antípodas de Caloris.

El impacto gigante que se cree formó Caloris puede haber tenido consecuencias globales para el planeta. En la antípoda exacta de la cuenca hay una amplia zona de terreno accidentado y acanalado, con unos pocos cráteres de impacto pequeños, que se conoce como terreno caótico (también «terreno raro»). Algunos creen que se creó cuando las ondas sísmicas del impacto convergieron en el lado opuesto del planeta. Alternativamente, se ha sugerido que este terreno se formó como resultado de la convergencia de eyectas en el antípoda de esta cuenca. También se cree que este hipotético impacto desencadenó la actividad volcánica en Mercurio, dando lugar a la formación de llanuras suaves. Alrededor de Caloris hay una serie de formaciones geológicas que se cree que fueron producidas por los eyectas de la cuenca, denominadas colectivamente Grupo Caloris.

## Emisiones de gas

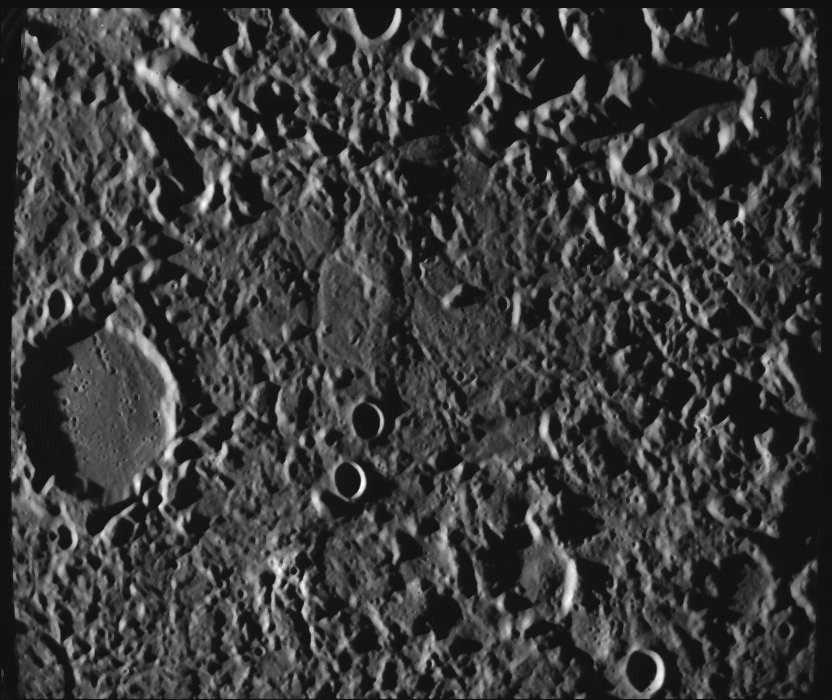
Primer plano del caótico terreno.

Mercurio tiene una atmósfera muy tenue y transitoria, que contiene pequeñas cantidades de hidrógeno y helio capturados del viento solar, así como elementos más pesados como el sodio y el potasio. Se cree que estos elementos se originan en el interior del planeta, al ser «desgasificados» desde debajo de su corteza. Se ha descubierto que la cuenca de Caloris es una fuente importante de sodio y potasio, lo que indica que las fracturas creadas por el impacto facilitan la liberación de gases desde el interior del planeta. El inusual terreno también es una fuente de estos gases.

## Galería
|                                          |
| Mapa topográfico de la cuenca de Caloris |

|                                                                                     |
| Mosaico de la cuenca oriental de Caloris fotografiado por el Mariner 10 en 1974-75. |

| |
| Fosas del Panteón en el centro de la cuenca de Caloris, con el cráter Apollodorus en el centro de las fosas. |

| |
| Imagen en color mejorada de los cráteres Munch, Sander y Poe, en medio de las llanuras de la cuenca de Caloris. |

|                                                    |
| Perspectiva de Caloris - alto (rojo); bajo (azul). |